# Antonella Ponziani
Antonella Ponziani (Roma, 29 febbraio 1964) è un'attrice e regista italiana.

## Biografia
Inizia a 15 anni a studiare teatro, a 22 si sente pronta per il cinema, esordisce nel 1986 nel film La Bonne di Salvatore Samperi, l'anno seguente è scelta da Federico Fellini che aveva incontrato anni prima per il ruolo di una ragazzina nel film Intervista.
Nel 1993 ottiene il David di Donatello e il Nastro d'argento come miglior attrice protagonista per il film Verso sud di Pasquale Pozzessere. Ha fatto parte inoltre del cast di Ferie d'agosto di Paolo Virzì. Ha diretto il film L'ultimo mundial nel 1999. Dal 2001 al 2003 partecipa a più stagioni della fiction Il bello delle donne.

## Filmografia

### Cinema
- La Bonne, regia di Salvatore Samperi (1986)
- Non scommettere mai con il cielo, regia di Mariano Laurenti (1987)
- Caramelle da uno sconosciuto, regia di Franco Ferrini (1987)
- Intervista, regia di Federico Fellini (1987)
- Soldati - 365 all'alba, regia di Marco Risi (1987)
- Tango blu, regia di Alberto Bevilacqua (1987)
- Angela come te, regia di Anna Brasi (1988)
- Un delitto poco comune, regia di Ruggero Deodato (1988)
- Voglia di rock, regia di Massimo Costa (1989)
- Acque di primavera, regia di Jerzy Skolimowski (1989)
- Il ritorno del grande amico, regia di Giorgio Molteni (1989)
- Crack, regia di Giulio Base (1991)
- Verso sud, regia di Pasquale Pozzessere (1992)
- Un'altra vita, regia di Carlo Mazzacurati (1992)
- Il gioiello di Arturo, regia di Toni Occhiello (1993)
- Le donne non vogliono più, regia di Pino Quartullo (1993)
- Cari fottutissimi amici, regia di Mario Monicelli (1994)
- Ferie d'agosto, regia di Paolo Virzì (1996)
- Un paradiso di bugie, regia di Stefania Casini (1997)
- La medaglia, regia di Sergio Rossi (1997)
- Fiabe metropolitane, regia di Egidio Eronico (1997)
- L'avventuriero delle Antille, regia di Gerard Marx (1998)
- Dancing North, regia di Paolo Quaregna (1999)
- Le sciamane, regia di Anne Riitta Ciccone (2000)
- Metronotte, regia di Francesco Calogero (2000)
- Concorso di colpa, regia di Claudio Fragasso (2005)
- DeKronos - Il demone del tempo, regia di Rachel Bryceson Griffiths (2005)
- Il lupo, regia di Stefano Calvagna (2007)
- Petali di rosa, regia di Maximo De Marco (2007)
- Nient'altro che noi, regia di Angelo Antonucci (2008)
- Impotenti esistenziali, regia di Giuseppe Cirillo (2009)
- Dopo quella notte, regia di Giovanni Galletta (2010)
- La scuola è finita, regia di Valerio Jalongo (2010)
- Prigioniero di un segreto, regia di Carlo Fusco (2010)
- Camminando nel cielo, regia di Angelo Antonucci (2015)
- Per i nemici Nora, regia di Mario Spinocchio (2016) - cortometraggio
- Prigioniero della mia libertà, regia di Rosario Errico (2016)
- Riso, amore e fantasia, regia di Ettore Pasculli (2016)
- Ci alzeremo all'alba, regia di Jean-Marie Benjamin (2019)
- Umami - Il quinto sapore, regia di Angelo Frezza (2021)
- Fuori scuola, regia di Mario Spinocchio (2023)
- Giorni Felici, regia di Simone Petralia (2023)
- Sei fratelli, regia di Simone Godano (2024)

### Televisione
- Cinecittà Cinecittà, regia di Vittorio De Sisti - miniserie TV (Rai 2, 1985)
- Cambiamento d'aria, regia di Gian Pietro Calasso – miniserie TV (1988)
- Cuore in gola, regia di Stefania Casini – film TV (1988)
- Il piccolo Lord, regia di Gianfranco Albano – film TV (1996)
- Il ritorno del piccolo Lord, regia di Giorgio Capitani – film TV (2000)
- Resurrezione, regia dei fratelli Taviani – miniserie TV (2001)
- Il bello delle donne – serie TV (2001-2003)
- Lo zio d'America – serie TV (2002)
- Maria José - L'ultima regina – serie TV (2002)
- Rocco Schiavone – serie TV, episodi 2x03 e 2x04 (2018)

### Regista
- La nota stonata – cortometraggio (1999)
- Cattiva condotta (1999)
- L'ultimo mundial (1999)
- Un'altra lei – cortometraggio (2002)

## Riconoscimenti
- David di Donatello
  - 1993 – Migliore attrice protagonista per Verso sud

- Nastro d'argento
  - 1993 – Migliore attrice protagonista per Verso sud
  - 1998 – Candidatura alla migliore attrice protagonista per La medaglia

- Ciak d'oro
  - 1996 – Migliore attrice non protagonista per Ferie d'agosto[2]